# وین یتس
وین یتس (انگلیسی: Wayne Yates; ۷ نوامبر ۱۹۳۷ – ۱۶ اوت ۲۰۲۲) بازیکن بسکتبال اهل ایالات متحده آمریکا بود.

## حرفه
از باشگاه‌هایی که در آن بازی کرده‌است می‌توان به لس آنجلس لیکرز اشاره کرد.